# Кінг-Вільям (Вірджинія)
Кінг-Вільям (англ. King William) — переписна місцевість (CDP) в США, в окрузі Кінг-Вільям штату Вірджинія. Населення — 276 осіб (2020).

## Географія
Кінг-Вільям розташований за координатами 37°41′13″ пн. ш. 77°1′14″ зх. д. / 37.68694° пн. ш. 77.02056° зх. д. (37.686974, -77.020480).  За даними Бюро перепису населення США в 2010 році переписна місцевість мала площу 11,95 км², з яких 11,95 км² — суходіл та 0,00 км² — водойми.

## Демографія
Згідно з переписом 2010 року, у переписній місцевості мешкали 252 особи в 99 домогосподарствах у складі 69 родин. Густота населення становила 21 особа/км².  Було 111 помешкання (9/км²).
Расовий склад населення:
| - 63,5 % — білих - 23,8 % — чорних або афроамериканців - 1,6 % — корінних американців - 1,6 % — азіатів |

До двох чи більше рас належало 9,5 %. Частка іспаномовних становила 0,4 % від усіх жителів.
За віковим діапазоном населення розподілялося таким чином: 23,0 % — особи молодші 18 років, 63,1 % — особи у віці 18—64 років, 13,9 % — особи у віці 65 років та старші. Медіана віку мешканця становила 39,4 року. На 100 осіб жіночої статі у переписній місцевості припадало 78,7 чоловіків;  на 100 жінок у віці від 18 років та старших — 88,3 чоловіків також старших 18 років.
Цивільне працевлаштоване населення становило 73 особи. Основні галузі зайнятості: роздрібна торгівля — 20,5 %, оптова торгівля — 17,8 %, будівництво — 17,8 %.